# Zarzyja
Zarzyja – opuszczona wieś w województwie lubelskim, w powiecie puławskim, w gminie Puławy, włączona do wsi Łęka w wieku XV.
Wieś  leżała na lewym brzegu Wisły koło Łęki. Nie istniała już w 1483 roku, a jej grunty  weszły w obręb wsi Łęka.

W roku 1483 był tu folwark Andrzeja Markuszewskiego utworzony z dawnych łanów kmiecych. 
W tym samym roku 1483 Piotr, pleban Oleksowa, zeznaje, że błonie, na którym znajdowała się niegdyś wieś Zarzyja, a które obecnie należy do wsi Łęka, było dawniej kmiece, a dopiero Andrzej Markuszewski zamienił je na dworskie, wobec czego dziesięcina z niego należy do klasztoru świętokrzyskiego.
Prawdopodobne położenie wsi: 51°27′08″N 21°55′28″E/51,452222 21,924444.